# 托拉杜什
托拉杜什是葡萄牙波尔图区的一个堂区。总面积3.33平方公里，总人口2560人，人口密度768.8人/平方公里。